# Malters
Malters – miejscowość i gmina w środkowej Szwajcarii, w kantonie Lucerna, w okręgu Luzern-Land.
Gmina została po raz pierwszy wspomniana w dokumentach w IX wieku jako in Maltrensi marcha. W 1238 została wspomniana jako villa Malters.

## Demografia
W Malters mieszkają 7 603 osoby (31 grudnia 2021). W 2021 roku 13,8% populacji gminy stanowiły osoby urodzone poza Szwajcarią.
W 2000 roku 93,2% mieszkańców mówiło w języku niemieckim, 2,8% w języku albańskim, a 0,8% w języku serbsko-chorwackim.
Zmiany w liczbie ludności na przestrzeni lat przedstawia poniższy wykres:

## Transport
Przez teren gminy przebiegają drogi główne nr 2a i nr 10. 